# Tuparetama
Tuparetama es un municipio brasileño del estado de Pernambuco. Administrativamente, el municipio está compuesto por los distritos sede y Santa Rita. Tiene una población estimada al 2020 de 8 256 habitantes.

## Toponimia
La palabra Tuparetama es de origen tupí-guaraní y, según Silveira Bueno significa la patria de Dios, o cielo. Del tupã: Dios; y retama: lugar natal, patria.

## Historia
La ciudad se localiza en lo alto de la sierra del Pajeú, cortada por el río del mismo nombre. La localidad omenzó llamándose Bom Jesus, posteriormente Tupã, y finalmente Tuparetama.
Según la tradición oral, el poblado fue creciendo a partir de la primera feria libre realizada en 1889. La capilla dedicada a Bom Jesus fue construida en 1910, que dio nombre al poblado. En 1938, fue elevada a la categoría de villa, denominada Tupã, perteneciente al municipio de Tabira. En esta época, era costumbre nombrar ciudades y poblados con nombres indígenas. De ahí el cambio del nombre Bom Jesus por Tupã, que era la entidad divina de los pueblos tupís. Sin embargo, en 1943 el nombre fue cambiado a Tuparetama ("tierra de Dios"), por haber una ciudad en el Estado de São Paulo con el nombre de 'Tupã'. La emancipación política del municipio vino en 31 de diciembre de 1958, después de la segunda tentativa, y en las primeras elecciones municipales, Severino Souto de Siqueira fue elegido 1º Alcalde de Tuparetama.